# Saronno
Saronno là một đô thị và thị xã của Ý. Đô thị này thuộc tỉnh Varese trong vùng Lombardia. Saronno có diện tích km2, dân số theo ước tính năm 2010 của Viện thống kê quốc gia Ý là 37.502 người. 
Các đơn vị dân cư:
Đô thị Saronno giáp với các đô thị: